# John Callahan (Cartoonist)
John Callahan (* 5. Februar 1951 in Portland, Oregon; † 24. Juli 2010) war ein US-amerikanischer Cartoonist und Musiker.
Callahan war dafür bekannt, in seinem Werk auf häufig makabere Art und Weise Behinderungen und körperliche Unzulänglichkeiten zu verarbeiten. Seit einem Autounfall, den er 1972 im Alter von 21 Jahren hatte, war er querschnittgelähmt und konnte seine Arme nur eingeschränkt bewegen. Daher rührt auch die grobe Strichführung seiner Karikaturen. Einige seiner Bücher sind auf Deutsch erschienen, wie seine Autobiographie Don't worry, weglaufen geht nicht sowie die Karikaturensammlungen Du störst und Deine Stalltür ist offen. Er war auch der Erfinder der Zeichentrickfilmserien Pelswick und Quads.
John Callahan starb am 24. Juli 2010 im Alter von 59 Jahren an den Folgeschäden einer Operation.
Unter dem Titel Don’t Worry, He Won’t Get Far on Foot verfilmte Gus Van Sant 2018 das Leben Callahans mit Joaquin Phoenix in der Hauptrolle.